# Haarige Gelbschulterfledermaus

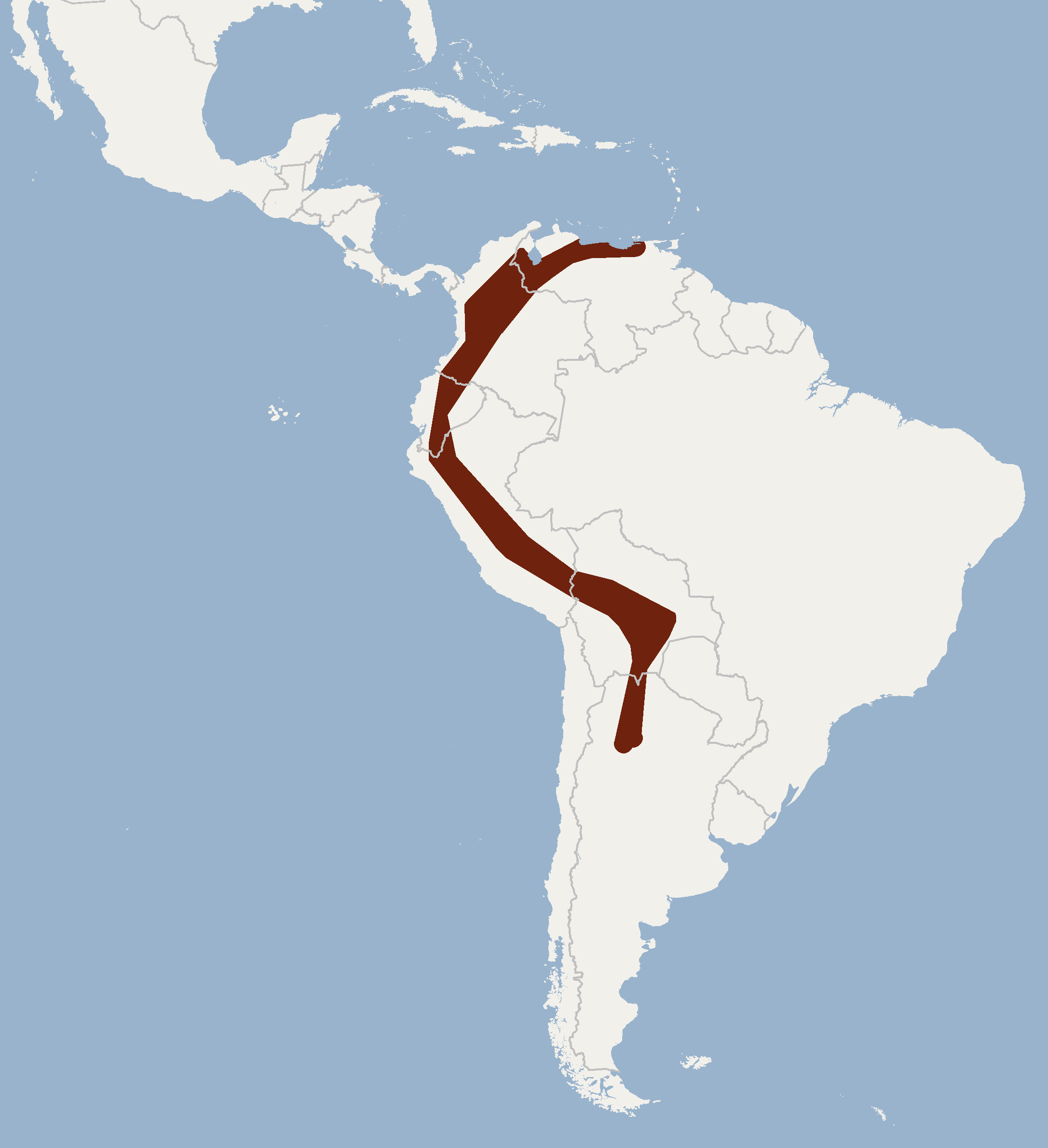
Skizze des Verbreitungsgebiets

Die Haarige Gelbschulterfledermaus (Sturnira erythromos) ist ein im nordwestlichen Südamerika verbreitetes Fledertier in der Gattung der Gelbschulterfledermäuse. Das Typusexemplar stammt aus Peru.

## Merkmale
Dieses Tier ist eine der kleinsten Arten ihrer Gattung mit einer durchschnittlichen Kopf-Rumpf-Länge von 57 mm, einem fehlenden Schwanz, einer Unterarmlänge von etwa 39 mm und einem Gewicht zwischen 12 und 14 g. Die Hinterfüße sind 12,5 bis 15,5 mm lang. Oberseits ist graubraunes Fell vorhanden und unterseits kommt braunes Fell vor. Im Gegensatz zu vielen anderen Gattungsvertretern fehlen auffällige Punkte auf der Schulter. Es sind schwarzbraune Flughäute vorhanden. Gelegentlich kommen Albinos vor. Das mit der Oberlippe verbundene Nasenblatt hat eine runde Grundform und einen dreieckigen Aufsatz. Der diploide Chromosomensatz besteht aus 30 Chromosomen (2n=30). Im Zusammenhang mit der Erstbeschreibung wurden Individuen mit rötlichen Schultern untersucht. Darauf spielt der aus dem Altgriechischen stammende Artzusatz im wissenschaftlichen Namen an.

## Verbreitung und Lebensweise
Die Haarige Gelbschulterfledermaus lebt in den Anden und im Vorland von Venezuela über Kolumbien, Ecuador, Peru und Bolivien bis ins nordwestliche Argentinien. Sie erreicht das Flachland und gewöhnlich 1300 Meter Höhe. Allgemein hält sie sich in höheren Lagen auf als andere Gelbschulterfledermäuse. Die Art bewohnt feuchte Wälder wie Wolken- und Nebelwälder und ernährt sich von Früchten. Einzelne Exemplare wurden auf 2500 Meter Höhe registriert. Sie leben nahe der Baumgrenze, wo im Winter Schnee fällt.
Als Tagesversteck werden Baumhöhlen und das dichte Blattwerk angenommen. Weibchen waren im August und Dezember mit je einem Embryo trächtig. Die Früchte zählen meist zu den Gattungen Nachtschatten und Pfeffer.

## Gefährdung
Da die meisten Populationen oberhalb 800 Meter Höhe leben, wo keine Waldrodungen stattfinden, gibt es keine Bedrohungen. Die IUCN listet die Haarige Gelbschulterfledermaus als nicht gefährdet (least concern).